# Canrobert Pereira da Costa
Canrobert Pereira da Costa, brazilski general, * 18. oktober 1895, Rio de Janeiro, † 31. oktober 1955, Rio de Janeiro.